# Дишер, Крейг
Крейг Ди́шер (англ. Craig Disher; род. 21 декабря 1958, Ролла, Северная Дакота) — американский кёрлингист.
В составе мужской сборной США участник чемпионатов мира чемпионата мира 1997. Чемпион США среди мужчин (1997).
Играет в основном на позиции четвёртого. Скип команды.

## Достижения
- Чемпионат США по кёрлингу среди мужчин: золото (1997), серебро (1994, 2006, 2007, 2008), бронза (1995).
- Чемпионат США по кёрлингу среди смешанных команд: серебро (1996).
- Чемпионат США по кёрлингу среди ветеранов: бронза (2012).

## Команды
| Сезон                                          | Четвёртый      | Третий       | Второй           | Первый           | Запасной                                   | Турниры                        |
| ---------------------------------------------- | -------------- | ------------ | ---------------- | ---------------- | ------------------------------------------ | ------------------------------ |
| 1977—78                                        | Крейг Дишер    | ?            | ?                | ?                |                                            | ЧСШАЮ 1978 (??? место)         |
| 1993—94                                        | Крейг Дишер    | ?            | ?                | ?                |                                            | ЧСШАМ 1994                     |
| 1994—95                                        | Крейг Дишер    | ?            | ?                | ?                |                                            | ЧСШАМ 1995                     |
| 1995—96                                        | Крейг Дишер    | ?            | ?                | ?                |                                            | ЧСШАМ 1996 (6 место)           |
| 1996—97                                        | Крейг Дишер    | ?            | ?                | ?                |                                            | АООК 1997 (6 место)            |
| 1996—97                                        | Крейг Дишер    | Кевин Какела | Джоэл Джейкобсон | Пол Питерсон     | Рэнди Дарлинг (ЧМ) тренер: Стив Браун (ЧМ) | ЧСШАМ 1997 · ЧМ 1997 (6 место) |
| 1999—00                                        | Крейг Дишер    | Кевин Какела | Джоэл Джейкобсон | Carey Kakela     |                                            | ЧСШАМ 2000 (6 место)           |
| 2001—02                                        | Джейсон Ларуэй | Craig Disher | Трэвис Уэй       | Джоэл Ларуэй     | Даг Кауфман тренер: Mike Hawkins           | АООК 2001 (7 место)            |
| 2002—03                                        | Крейг Дишер    | Кевин Какела | Зак Джейкобсон   | Джоэл Джейкобсон | Carey Kakela                               | ЧСШАМ 2003 (4 место)           |
| 2003—04                                        | Крейг Дишер    | Кевин Какела | Зак Джейкобсон   | Carey Kakela     | Джоэл Джейкобсон                           | ЧСШАМ 2004 (5 место)           |
| 2004—05                                        | Крейг Дишер    | Кевин Какела | Джоэл Джейкобсон | Carey Kakela     | Зак Джейкобсон                             | ЧСШАМ/АООК 2005 (5 место)      |
| 2005—06                                        | Крейг Дишер    | Кевин Какела | Зак Джейкобсон   | Carey Kakela     | Джоэл Джейкобсон                           | ЧСШАМ 2006                     |
| 2006—07                                        | Крейг Дишер    | Кевин Какела | Зак Джейкобсон   | Carey Kakela     | Джоэл Джейкобсон                           | ЧСШАМ 2007                     |
| 2007—08                                        | Крейг Дишер    | Кевин Какела | Зак Джейкобсон   | Carey Kakela     | Kurt Disher тренер: Джоэл Джейкобсон       | ЧСШАМ 2008                     |
| 2008—09                                        | Крейг Дишер    | Кевин Какела | Зак Джейкобсон   | Carey Kakela     | Kurt Disher                                | ЧСШАМ/АООК 2009 (8 место)      |
| 2010—11                                        | Крейг Дишер    | Кевин Какела | Chad Carlson     | Пит Эннис        | Джон Бентон                                | ЧСШАМ 2011 (8 место)           |
| 2011—12                                        | Крейг Дишер    | Кевин Какела | Kelby Smith      | Gary Garceau     |                                            | ЧСШАВ 2012                     |
| Кёрлинг среди смешанных команд (mixed curling) |                |              |                  |                  |                                            |                                |
| 1995—96                                        | Крейг Дишер    | ?            | ?                | ?                |                                            | ЧСШАСК 1996                    |

(скипы выделены полужирным шрифтом)

## Частная жизнь
Женат, двое детей.
По роду деятельности — фермер.
Начал заниматься кёрлингом в 1970 в возрасте 12 лет.